# Protochondrostoma genei
Protochondrostoma genei é uma espécie de peixe actinopterígeo da família Cyprinidae.
Pode ser encontrada nos seguintes países: Itália e Eslovénia.
Os seus habitats naturais são: rios e lagos de água doce.
Está ameaçada por perda de habitat.